# 潘特嶺
潘特嶺（英語：Panter Ridge）是南極洲的山嶺，位於羅斯島，處於斯拉特里峰和德特里克峰之間，屬於凱爾山的一部分，長0.9公里，最高點海拔高度800米，現時由南極條約體系管理。
77°33′S 169°3′E / 77.550°S 169.050°E